# Epíteto
El epíteto (del griego antiguo ἐπίθετον epítheton, neutro de θετος thetos, ‘agregado’) es el recurso estilístico de la retórica y de la lengua en general que consiste en una fórmula léxica (en la poesía épica antigua: «Aquiles, el de los pies ligeros»; «Castilla, la gentil»; «Mio Cid, el que en buen hora nació», «el Cid Campeador») o casi siempre un adjetivo también llamado adjetivo explicativo, que resalta una cualquiera de las más representativas características, propiedades o cualidades propias ingénitas, implícitas, intrínsecas y constantes del significado del sustantivo al que califican o cualifican (el frío en «la fría nieve», el calor en el «cálido fuego», la humedad en «el agua húmeda», etc.), resultando por tanto en cierto modo redundantes o pleonásticas, pero intensificando o subrayando con su eco o resonancia el sentido del vocablo.

## Algunas características
Por su posición, la mayor parte de las veces suelen anteponerse al sustantivo al cual califican, repitiendo como se ha dicho algo de su significado (fiero león, negra noche, fría nieve) e incluso pueden cambiar de significado si se posponen, sean o no epítetos: «Negra noche / noche negra»; «pobre hombre / hombre pobre», «una única mujer / una mujer única», «viejo amigo / amigo viejo», «simple amigo / amigo simple...»
Los epítetos o adjetivos explicativos se suelen oponer tradicionalmente a otra clase de adjetivos calificativos, los adjetivos especificativos. Estos últimos señalan propiedades informativas de que el sustantivo no informa por sí mismo, ni pueden enumerarse en su definición; aportan, pues, un matiz o información al sustantivo al que califican, matizándolo: «León enfermo, noche agitada, nieve sucia». Pero también se oponen a los adjetivos clasificadores, que forman conjuntos más especializados: «Valor catastral / valor sentimental; representante sindical / político / legal».

## Estilística
Los epítetos adjetivos suelen emplearse en la poesía lírica en épocas cuya estética es idealizante, esto es, platónica o neoplatónica, por ejemplo en el Renacimiento, en el Neoclasicismo o en el Clasicismo en general. La intención es que se presenten las cosas del mundo mejores de lo que son, como los arquetipos, patrones o ideas del filósofo Platón, creando así un mundo poético más perfecto, intenso, ideal y puro que el real (que consta solo de reminiscencias y copias imperfectas) y no sometido como este a cambio ni a corrupción, ni al paso del tiempo: «Corrientes aguas puras, cristalinas, / árboles que os estáis mirando en ellas, / verde prado, de fresca sombra lleno» (Garcilaso de la Vega, Égloga I)
En la prosa suelen considerarse un defecto a causa de su carácter innecesario, de su empalagosa rimbombancia y de que retrasan la comprensión de los conceptos, salvo cuando se emplea uno solo, ocasionalmente, para lograr énfasis, por lo general en la oratoria. Por otra parte, cuando la prosa intenta enjoyarse y embellecerse a causa de una deliberada estética parnasiana o modernista, es frecuente encontrarlo también en abundancia en las obras que lo requieren como un procedimiento plástico que sirve para encontrar y expresar matices ocultos de cualquiera de los cinco sentidos.

## Lingüística
Los epítetos objetivos expresan cualidades que todos pueden distinguir (en terminología tradicional, «adjetivos calificativos»), limitándose a describir al referente (me gustan las motos grandes) o a definirlo (me gusta la moto grande). 
Por el contrario, los epítetos subjetivos expresan la propia consideración subjetiva del hablante, fruto de su valoración en lugar de la experiencia. Esta actitud puede dividirse en dos subclases principales, la de los epítetos apreciativos (un gol magnífico) y la de los peyorativos (una película horrible).
En español, un tipo muy frecuente es el epithetum constans, que conviene intrínsecamente al sustantivo (la blanca nieve), pero cuya definición no debe extenderse a todo el término «epíteto».
Ciertos adjetivos pueden expresar, dependiendo del contexto o su supuesta posición respecto al nombre al que acompañan, tanto la actitud del hablante como un intento de expresión objetiva de este (una mujer pobre / una pobre mujer).
En contraste con los epítetos se encuentran los adjetivos llamados por la gramática funcional «clasificadores». Como ejemplo: «Los actuales representantes sindicales mexicanos». 
Pueden distinguirse los epítetos porque no admiten grados de comparación o de intensidad (un castillo muy medieval) y tienden a estar semánticamente unidos al nombre (por ejemplo: «valor catastral», en contraste con otros valores, como el sentimental, y que no admite, en su contexto, otra forma de clasificación).
En castellano, es frecuente que el epíteto se anteponga al nombre (frío hielo en lugar de hielo frío), aunque no suceda siempre:
blanco tu ardiente fuego y frío hielo...
―Fernando de Herrera, Sonetos.
al acero valiente, al mármol frío...
―Francisco de Quevedo.
Por ti la verde hierba, el fresco viento,
el blanco lirio y colorada rosa
y dulce primavera deseaba…
―Garcilaso de la Vega.

## Epítetos en la literatura
En la literatura épica, se denomina epítetos a los apelativos que alternan con el nombre del personaje o lo acompañan. Por ejemplo, cuando en el Cantar de mio Cid se designa a Ruy Díaz «el que en buena hora ciñó espada», o cuando en la Ilíada se habla de «el ingenioso Ulises».

### Epítetos épicos de Mio Cid
Campeador
Noble barba tan crecido
El buen nacido
El que en buena hora ciñó espada
El que en buena hora nació
El de la barba florida.

### Epítetos en la literatura homérica
Ulises, fecundo en ardides
Héctor, domador de caballos
Atenea, la de los ojos brillantes
Hera, la diosa de los níveos brazos
Zeus, el que junta las nubes
Aquiles, el de los pies ligeros, el más valiente de los aqueos

## Epítetos en el Antiguo Egipto
En la literatura del Antiguo Egipto, se llama epítetos a los apelativos que alternan con el nombre del personaje, resaltado sus características. 
Por ejemplo, «toro victorioso» se utiliza en la titulatura real como epíteto de faraón.
Se utilizó con profusión para referirse a sus dioses. Amón fue denominado «el oculto», «padre de todos los vientos», «alma del viento», «el dios único que se convierte en millones», «Aquel que habita en todas las cosas», «Amón-Ra, señor de los tronos de las dos tierras», «el toro de su madre», «el eterno»; y en función de los lugares de culto, como «hijo real de Kush», «Toro del desierto», o «señor de los oasis».